# Pimelodina flavipinnis
Pimelodina flavipinnis es una especie de pez de la familia Pimelodidae en el orden de los Siluriformes.

## Alimentación
Come organismos  bentónicos.

## Hábitat
Es un pez de agua dulce y de clima tropical.

## Distribución geográfica
Se encuentran en Sudamérica: cuencas de los ríos Orinoco y 

Amazonas.